# Kuntzig
Kuntzig (deutsch Künzig)  ist eine französische Gemeinde mit 1365 Einwohnern (Stand 1. Januar 2022) im Département Moselle in der Region Grand Est (bis 2015 Lothringen). Sie gehört zum Arrondissement Thionville.

## Geografie
Kuntzig liegt etwa sechs Kilometer östlich von Thionville, im Tal des Flusses Bibiche, auf einer Höhe zwischen 161 und 200 m über dem Meeresspiegel. Das Gemeindegebiet umfasst 4,42 km².

## Geschichte
Der Ort wurde 792 erstmals als Kuntziago erwähnt, seitdem wurde der Name mehrmals geändert: Zunächst in Cunzcun im 12. Jahrhundert, dann um 1370 in Cunzich und später im Jahr 1414 in Kuntzich. Seit 1659 gehört der Ort zu Frankreich und hieß 1681 Kanzich. Daraus wurde kurz darauf Kuntzick und letztlich der heutige Name Kuntzig.
Von 1811 bis 1902 war Kuntzig in Distroff (Diesdorf) eingemeindet. Bis zum 31. Dezember 1988 war auch der Nachbarort Stuckange (Stückingen) ein Teil der Gemeinde Kuntzig.

### Bevölkerungsentwicklung
| Jahr      | 1962 | 1968 | 1975 | 1982 | 1990 | 1999 | 2012 | 2019 |
| Einwohner | 802  | 867  | 936  | 1084 | 1088 | 1059 | 1245 | 1357 |

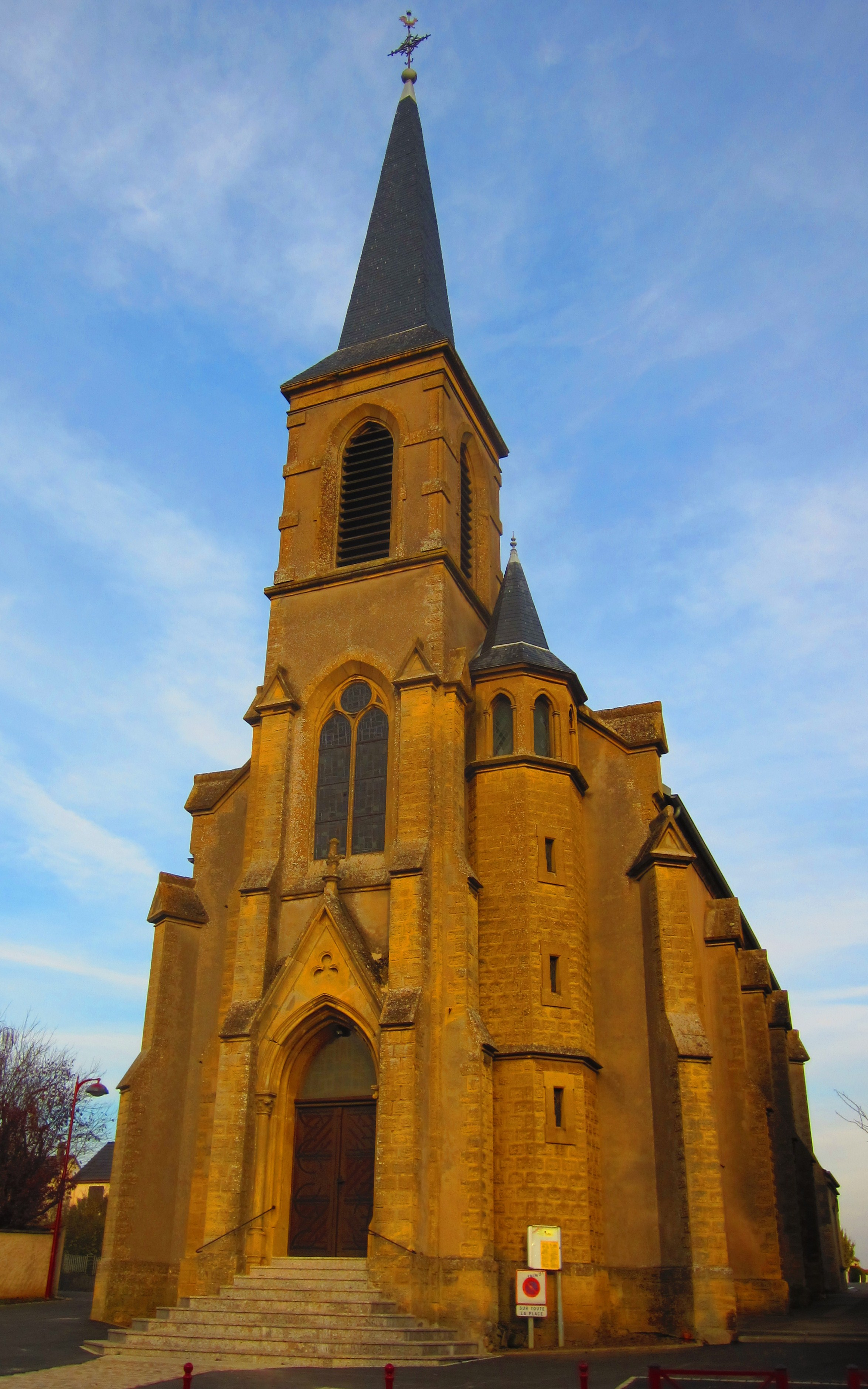
Kirche Saint-Quirin
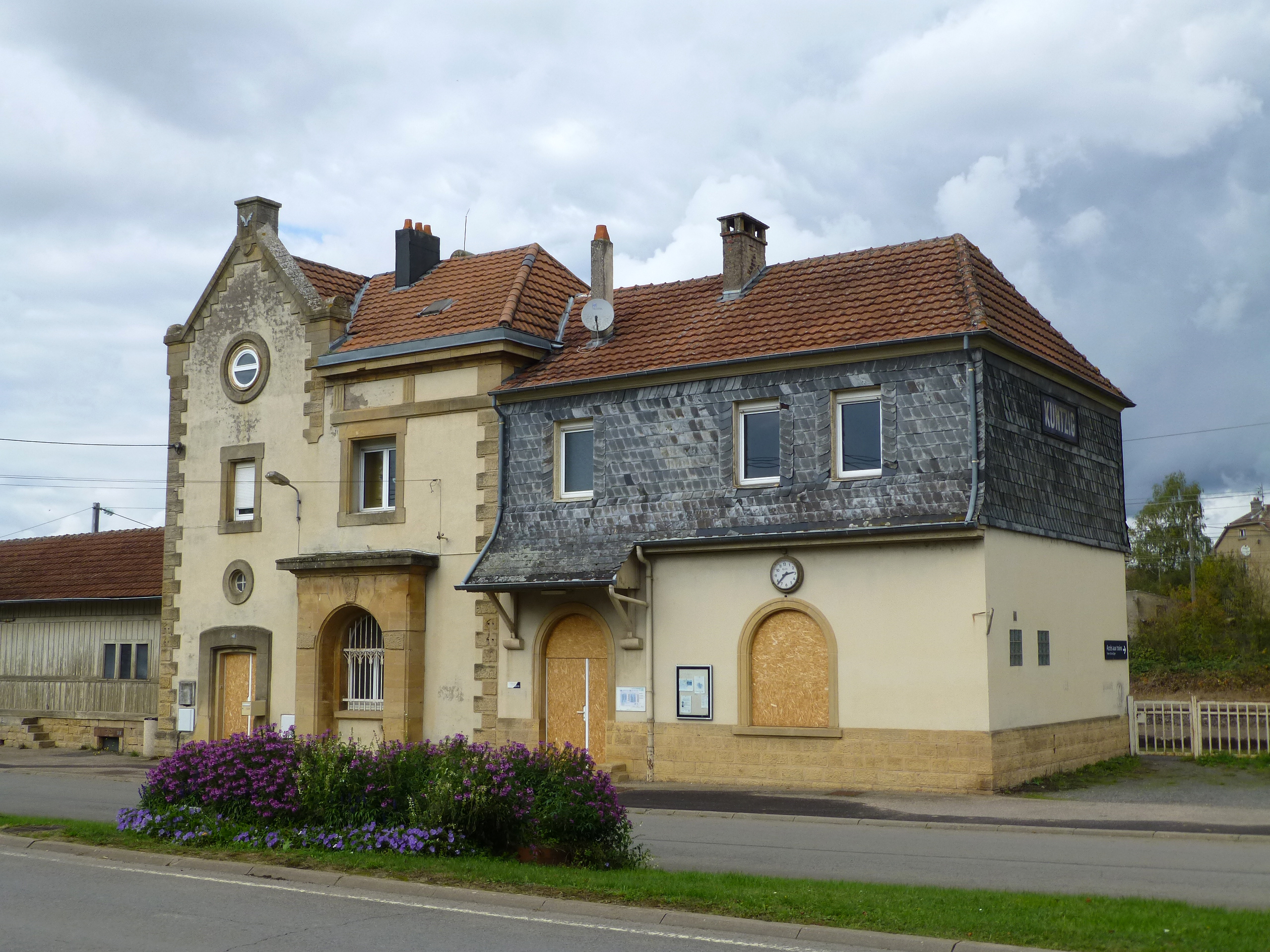
Bahnhof Kuntzig